# Dithioerythrit
1,4-Dithioerythrit oder Dithioerythritol (DTE) ist eine chemische Verbindung, die sich von dem Zuckeralkohol Erythrit durch Ersatz der Sauerstoffatome in den endständigen Hydroxygruppen durch Schwefelatome ableitet. Der Dithioerythrit ist das Diastereomer von Dithiothreitol (DTT) und ist – wie auch Erythrit – stereochemisch gesehen eine meso-Verbindung. DTE ist ein gutes Reduktionsmittel und spaltet ebenfalls wie DTT Disulfidbrücken in Proteinen, weshalb es unter anderem bei der SDS-PAGE im Probenpuffer verwendet wird.